# Club Social y Deportivo Audaz Octubrino
El Club Deportivo Audaz Octubrino es un equipo profesional de fútbol de la ciudad de Machala, Ecuador. Fue fundado el 10 de agosto de 1948. Su estadio es Estadio 9 de Mayo y tiene una capacidad de alrededor de 16.500 personas. Actualmente juega en la Segunda Categoría de Ecuador.
Está afiliado a la Asociación de Fútbol Profesional de El Oro.

## Historia
El mejor éxito para Audaz Octubrino vino se produjo alrededor de 1987 la temporada siendo su presidente del club audacino Teófilo Oyola Cevallos, cuando terminó 3º en la Serie A, por debajo solamente de Barcelona (Guayaquil) y Filanbanco (Milagro, Guayas). Audaz Octubrino es la temporada que fue conocido que se identificó por ser especialmente fuerte en casa audacina, batiendo, El Nacional, Barcelona y Emelec entre otros. Audaz Octubrino quedó segundo en el torneo de la Serie B en 1998 y luego el cuadro audacino jugó una temporada en Serie A en 1999. Desde entonces, no hizo demasiado bien.
En la temporada 2004 se formó un plantel de primer nivel, logrando fichar a jugadores destacados como Wagner Rivera, Jaime Caicedo, Marcelo Morales, Luis Moreira, Silvano Estacio y como su jugador estrella Eduardo Hurtado. Sin embargo, el ídolo Machaleño perdió la categoría.
En marzo del 2006 el club fue suspendido debido a consecuencia de los problemas financieros y las deudas, habiendo sido una deuda de más de 130.000 dólares. La ciudad de Machala se quedó sin equipo profesional de fútbol por primera vez desde la fundación del club, el 10 de agosto de 1948.
En la temporada 2007 el club fue reingresado, jugó en el campeonato de ascenso de "Segunda Categoría" de la provincia de El Oro, una liga de tercera división solo hasta 2020.
Actualmente, el Audaz Octubrino está buscando la forma de devolverle a la afición al llamado "ídolo machaleño" que se unieron para levantar al equipo audacino, pues tratan de devolverlo a la palestra del fútbol grande.
En el 2021 el club no se jugó en el torneo de ascenso de "Segunda Categoría" de El Oro.
En la temporada 2022 el club fue reingresado, y ahora juega en el campeonato de ascenso de "Segunda Categoría" de la provincia de El Oro, una liga de tercera división.

## Uniforme
Local: Camiseta blanca con una franja diagonal verde desde el hombro izquierdo hasta el costado inferior derecho y mangas verdes; pantaloneta blanca y medias blancas y filos verdes.
Visitante: Camiseta negra con una franja diagonal color verde con filos amarillos en la franja desde el hombro izquierdo hasta el costado inferior derecho; pantaloneta negra y medias negras.
Marca deportiva: Pizarro Deportes

## Estadio
El Estadio 9 de Mayo es un estadio de fútbol de Ecuador. Está ubicado en la avenida 25 de Junio y Las Palmeras de la ciudad de Machala. Su capacidad es para 16.500 espectadores.
Fue inaugurado el 9 de mayo de 1939 conmemorando además con motivo de acercarse conmemorativamente los 44 años de la justa heroica de los héroes de la Batalla de las Carretas de Machala con su nombre en honor que rindieron su homenaje y tributo que se derriba de la fecha de la justa heroica de los héroes de la Batalla de las Carretas de Machala que ocurrió el 9 de mayo de 1895 y con su nombre que se derriba de la fecha que fue creada la Federación Deportiva de El Oro y por ende se creó la Asociación Deportiva 9 de Mayo con lo cual se fundó el nombre del actual Estadio "9 de Mayo" de Machala en honor que rindieron su homenaje y tributo que se derriba de la fecha de la justa heroica de los héroes de la Batalla de las Carretas de Machala que ocurrió el 9 de mayo de 1895, treinta y un años después el Estadio 9 de Mayo fue remodelado, reconstruido y reinaugurado de 1970 a 1974 y para la Copa América realizado en Ecuador en 1993. En 1985 se instaló un marcador electrónico de fabricación húngara Electroimpex y en 1986 se instaló las cuatro torres de iluminación.
Este estadio fue una de las sedes de la Copa América Ecuador 1993, y se disputaron allí partidos entre Colombia, México y Bolivia.
En 2001 y con apariencia renovada, allí se jugaron tres partidos de la ronda final del Campeonato Sudamericano Sub-20 Ecuador 2001: entre Brasil, Colombia, Argentina, Chile, Paraguay y Ecuador (país anfitrión).
Acerca de competencias deportivas, este estadio acogió a nivel nacional, fue sede de los IX Juegos Nacionales Machala 2000.
El estadio también desempeña un importante papel en el fútbol local, ya que los clubes machaleños como el Carmen Mora de Encalada de Pasaje (provisional), Bonita Banana, Audaz Octubrino, Santos de El Guabo (provisional), Valdez Sporting Club de Milagro (provisional), Liga Deportiva Universitaria de Portoviejo (provisional), Nueve de Octubre de Guayaquil (provisional), Calvi Fútbol Club de Guayaquil (provisional), Atlético Audaz, Kléber Franco Cruz, Fuerza Amarilla, Bolívar, Urseza, Parma, Junín, Orense Sporting Club, Deportivo Machala, Atlético Pacífico, Santa Fe, Río Amarillo de Portovelo, Estudiantes Octubrinos, Sport Banaoro, Macarsa, América de Machala, Oro Fútbol Club, LDU de Machala, Machala Fútbol Club y Machala Sporting Club hacían o hacen de locales en este escenario deportivo.
Asimismo, este estadio es sede de distintos eventos deportivos a niveles provincial y local, así como es escenario para varios eventos de tipo cultural, especialmente conciertos musicales (que también se realizan en el Coliseo de Deportes de la ciudad y en el Recinto Ferial de Machala).

## Hinchada
Audaz Octubrino es uno de los clubes con mayor hinchada en la capital orense y también tiene muchos seguidores en toda la provincia de El Oro. Cabe destacar que las ciudades de Machala, Cuenca (en la vecina provincia del Azuay) y Loja (en la vecina provincia del mismo nombre) a diferencia como ocurre en otras ciudades ecuatorianas donde los clubes grandes (Liga de Quito, Barcelona, Emelec y El Nacional) son predominantes en cada ciudad del país; los simpatizantes del Ídolo orense es muy popular en Machala, relegando a los hinchas de los clubes más populares del Ecuador. La barra brava del equipo se lo conocen como "Barra Verde". que apoya al equipo durante los partidos de casa, y también siguen al equipo a diferentes ciudades.
Las otras barras del Audaz Octubrino en definitiva, son: "Nuevel's", "Buenos Aires", "Piguari", "Garra Verde" y "La Barra de los Hermanos Rambay".

## Presidentes
- (2003-2004) - José Jurado
- (2007-2009) - Jorge Barros Ramón
- (2009-2011) - Víctor Manuel Cabanilla
- (2011-2014) - Harry Álvarez
- (2014-2018) - Aldo Romazzo
- (2018-2021) - Carlos Guzmán
- (2021-2022) - Edguin Sarango
- (2022-) - Octavio Pizarro

## Datos del club
- Puesto histórico: 26.° (27.° según la RSSSF)[2]
- Temporadas en Serie A: 7 (1976, 1985-1989-I, 1999).[3]
- Temporadas en Serie B: 17 (1975, 1977-1982, 1989-II-1991, 1993, 1998, 2000-2004).[3]
- Temporadas en Segunda Categoría: 28 (1973-1974, 1983-1984, 1992, 1994-1997, 2005, 2007-2020, 2022-presente).
- Mejor puesto en la liga: 3.° (1987).[4]
- Peor puesto en la liga: 12.° (1999).
- Mayor goleada a favor en torneos nacionales:
  - 4 - 0 contra Macará (16 de abril de 1989).[5]
- Mayor goleada en contra en torneos nacionales:
  - 9 - 0 contra Delfín (21 de noviembre de 1999).[6]
- Máximo goleador histórico:
- Máximo goleador en torneos nacionales:
- Primer partido en torneos nacionales:
  - Audaz Octubrino 2 - 1 América (en 1976 en el Estadio 9 de Mayo).[7]

## Palmarés

### Torneos nacionales
| Competición                        | Títulos | Subcampeonatos |
| ---------------------------------- | ------- | -------------- |
| Serie B de Ecuador (1/1)           | 1975.   | 1998.          |
| Segunda Categoría de Ecuador (1/1) | 1992.   | 1997.          |

### Torneos provinciales
| Competición                       | Títulos                                               | Subcampeonatos                      |
| --------------------------------- | ----------------------------------------------------- | ----------------------------------- |
| Segunda Categoría de El Oro (9/6) | 1974, 1984, 1992, 1994, 1996, 2009, 2010, 2016, 2018. | 1973, 1995, 1997, 2005, 2017, 2020. |